# Backyard Ultra u Hrvatskoj
Backyard Ultra su ultramaratonske utrke koje je osmislio Gary "Lazarus Lake" Cantrell, najpoznatiji kao organizator Barkley Marathona.

## O Backyard Ultra utrkama
Backyard Ultra je format ultramaratonske utrke gdje natjecatelji moraju uzastopno pretrčati udaljenost od 6706 metara (4,167 milje) za manje od jednog sata. Kada natjecatelj završi svaki krug, preostalo vrijeme unutar jednog sata koristi za oporavak za trčanje sljedećeg kruga, koji slijedi sat vremena nakon starta prethodnog kruga. Dužina kruga došla je od formule: 100 milja / 24 sata = 4,1666... milje (4,167 milje) ili 6706 m. Nije važno koliko brzo se trči, dovoljno je da se tih 6706 metara pretrči za manje od jednog sata. Utrka je eliminacijskog tipa, trči se sve dok samo jedan natjecatelj ne ostane na stazi. Staza mora biti kružna ili u jednom smjeru pa nazad te mora biti dugačka 6706 m. Startna zona mora biti dovoljno velika da stanu svi natjecatelji - stoga BU utrke imaju ograničen broj natjecatelja - te se ona ne smije mijenjati za vrijeme utrke. Svaki start utrke počinje točno 60 minuta nakon posljednjeg starta utrke. Svi natjecatelji moraju startati na zvono (nema kasnih startova), a tko zakasni na start je klasificiran kao DNF. Tajming kruga je opcionalan. Pobjednik je posljednja osoba koja završi jedan krug više od svih ostalih i mora ga istrčati ispod 60 minuta - svi ostali su DNF. Ako niti jedan natjecatelj ne može istrčati jedan krug više od svih ostalih natjecatelja i da ga istrči unutar 60 minuta, nema pobjednika. Navode se rezultati svakog trkača o prijeđenoj udaljenosti (iako su DNF). Trajanje utrke nije ograničeno unaprijed.
Slične utrke, koje ne ispunjavaju sva 3 temeljna pravila - duljina staze 6706 m, interval 1 sat, trajanje utrke nije ograničeno unaprijed - ne smatraju se Backyard Ultra utrkama već se kategoriziraju kao eliminacijske utrke.
U Hrvatskoj se backyard ultra utrka žargonski naziva bekjardica, a u slobodnom prijevodu "ultra po dvorištu".
Prva Backyard Ultra, Big's Backyard Ultra, održana je 2011. u Tennesseeju.
Prva hrvatska Backyard Ultra bila je Dotka Backyard Ultra, održana 11. 7. 2020..

## Izdanja
Dotka Backyard Ultra najstarija je hrvatska bekjardica.
Lapovac Backyard Ultra je svjetski unikatna po tome što ima kružnu stazu oko jezera od točno 6,7km koja cijelom dužinom vodi uz neposrednu blizinu jezera (staza prolazi cijelom dužinom na 1-20m od jezera).
Na Lapovac Backyard Ultra 2021. je 3. put u povijesti Backyard Ultre pobijedila žena i prvi puta da su posljednja dva natjecatelja na stazi ostale dvije žene.
Kazalo
██ srebrna BU utrka u kvalifikacijama za BBYU
██ žena
BU - Backyard Ultra
| Godina | Lokacija                      | Naziv utrke     | Duljina kruga [m] | Uspon po krugu [m] | Broj država | Broj trkač(ic)a | Broj trkač(ic)a | Pobjedni-k/ca        | Pobjedni-k/ca | Pobjedni-k/ca | Pobjedni-k/ca | Ref                                                                                 |
| Godina | Lokacija                      | Naziv utrke     | Duljina kruga [m] | Uspon po krugu [m] | Broj država | M+Ž             | Ž               | Trkač(ica)           | BOK           | duljina [km]  | BNuPK         | Ref                                                                                 |
| ------ | ----------------------------- | --------------- | ----------------- | ------------------ | ----------- | --------------- | --------------- | -------------------- | ------------- | ------------- | ------------- | ----------------------------------------------------------------------------------- |
| 2024.  | Zagreb, PŠ Dotršćina          | Dotka BU        | 6706              | 183                | 39          |                 |                 | Matej Nidorfer       | 19            |               | 1M            | [ 13 ]                                                                              |
| 2024.  | Podkilavac (mostić Rastočine) | Grobnik BU      | 6706              | 48                 |             |                 |                 | Nepoznata kratica »« |               |               |               | [ 14 ] [ 15 ] [ 16 ]                                                                |
| 2024.  | Našice (oko jezera Lapovac)   | NEXE Croatia BU | 6706              | 20                 |             |                 |                 | Nepoznata kratica »« |               |               |               |                                                                                     |
| 2023.  | Zagreb, PŠ Dotršćina          | Dotka BU        | 6706              | 183                |             |                 |                 | Zoran Kurdija        | 14            |               | 1M            |                                                                                     |
| 2023.  | Podkilavac (mostić Rastočine) | Grobnik BU      | 6706              | 48                 | 66          | 23              |                 | Katarina Bekavac     | 35            | 234.5         | 1M            | [ 17 ] [ 18 ] [ 19 ] [ 20 ] [ 21 ] [ 22 ] [ 23 ] [ 24 ] [ 25 ] [ 26 ] [ 27 ] [ 28 ] |
| 2023.  | Našice (oko jezera Lapovac)   | NEXE Croatia BU | 6706              | 20                 | 93          |                 |                 | Tomislav Poljak      | 32            | 214.4         | 1M            | [ 29 ] [ 30 ]                                                                       |
| 2022.  | Zagreb, PŠ Dotršćina          | Dotka BU        | 6706              | 183                |             |                 |                 | Hrvoje Vlašić        | 18            |               |               | [ 31 ] [ 32 ] [ 33 ]                                                                |
| 2022.  | Našice (oko jezera Lapovac)   | Lapovac BU      | 6706              | 20                 | 3           | 68              | 17              | Tomislav Poljak      | 28            |               | 1Ž            | [ 34 ] [ 35 ] [ 36 ] [ 37 ] [ 38 ] [ 39 ] [ 40 ] [ 41 ]                             |
| 2021.  | Zagreb, PŠ Dotršćina          | Dotka BU        | 6706              | 183                |             |                 |                 | Zoran Kurdija        | 16            | 107           |               | [ 42 ] [ 43 ] [ 44 ]                                                                |
| 2021.  | Našice (oko jezera Lapovac)   | Lapovac BU      | 6706              | 20                 | 1           | 47              | 16              | Adrijana Šimić       | 25            | 167.65        | 1Ž            | [ 45 ] [ 46 ] [ 47 ] [ 48 ] [ 49 ] [ 50 ] [ 51 ] [ 52 ] [ 53 ] [ 54 ]               |
| 2020.  | Zagreb, PŠ Dotršćina          | Dotka BU        | 6640 ??           | 183                | 1           | 17              |                 | Marko Buljan         | 14            | 93            | 1M            | [ 55 ] [ 56 ] [ 57 ] [ 58 ] [ 59 ] [ 60 ] [ 61 ] [ 62 ] [ 63 ]                      |

## Vanjske poveznice
- službena web stranica, backyardultra.com
- baza BU utrka, backyardultra.net  Arhivirana inačica izvorne stranice od 10. lipnja 2024. (Wayback Machine)
- BU utrke u Hrvatskoj u bazi podataka statistik.d-u-v.org
- All-Time ranking hrvatskih BU trkača u bazi podataka statistik.d-u-v.org

Hrvatske utrke
- Dotka BU na backyardultra.com
- Dotka BU službena web stranica
- Grobnik BU na backyardultra.com
- Lapovac BU na backyardultra.com
- NEXE Croatia BU na backyardultra.com
- NEXE Croatia BU službena web stranica